# DRUM TAO

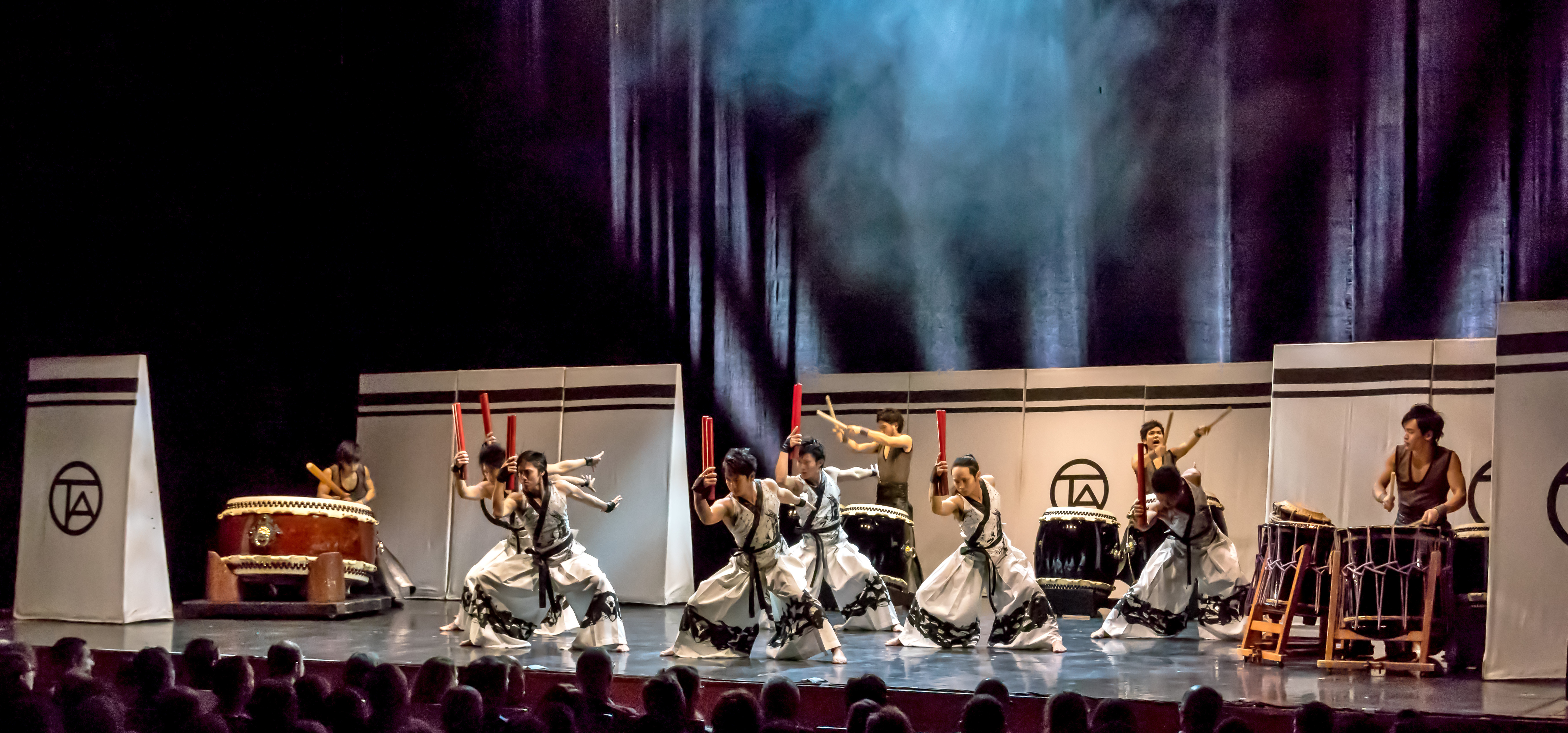
concert 25. Januar 2015 in Freiburg im Breisgau, Germany

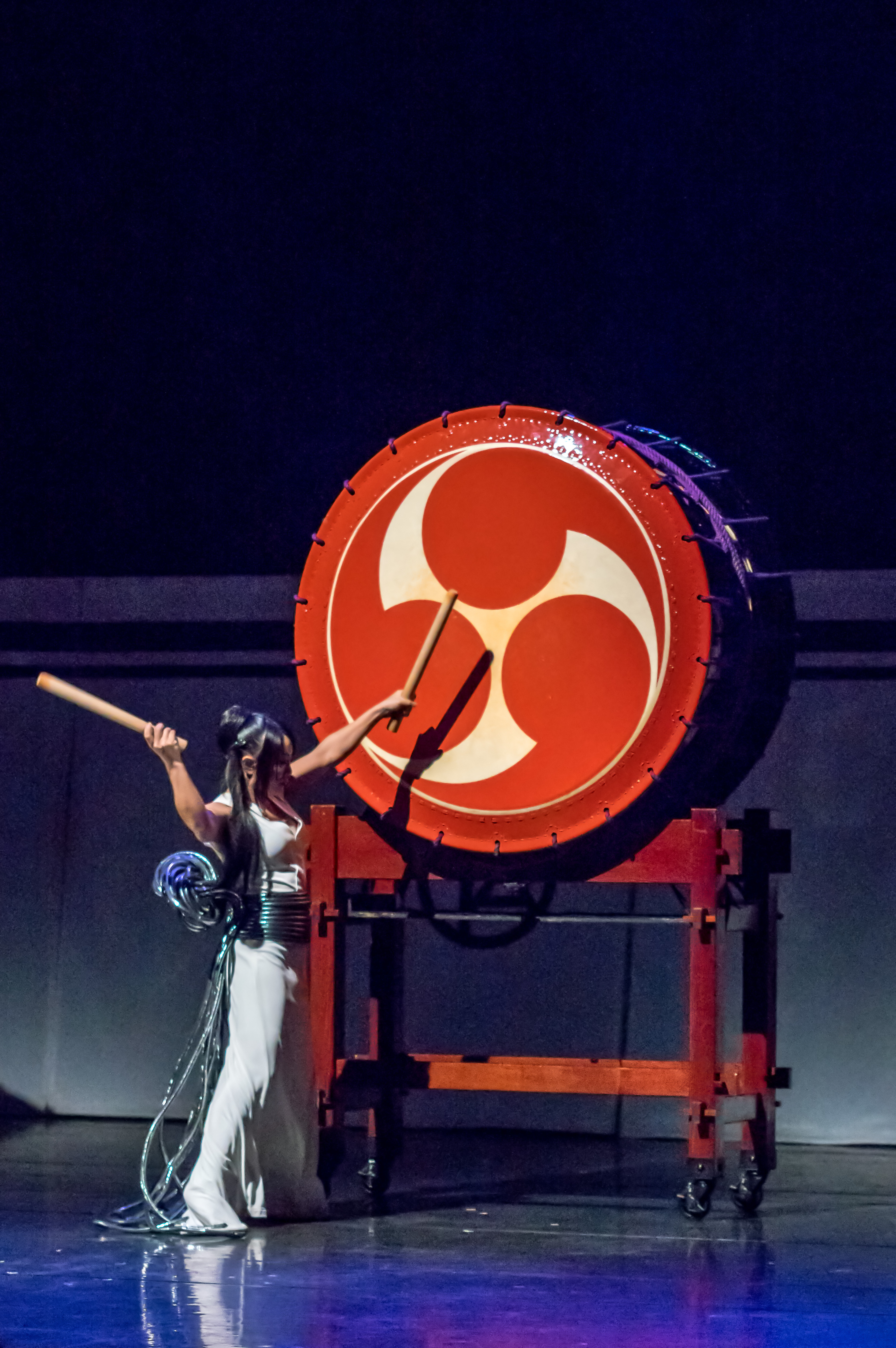
The great drum

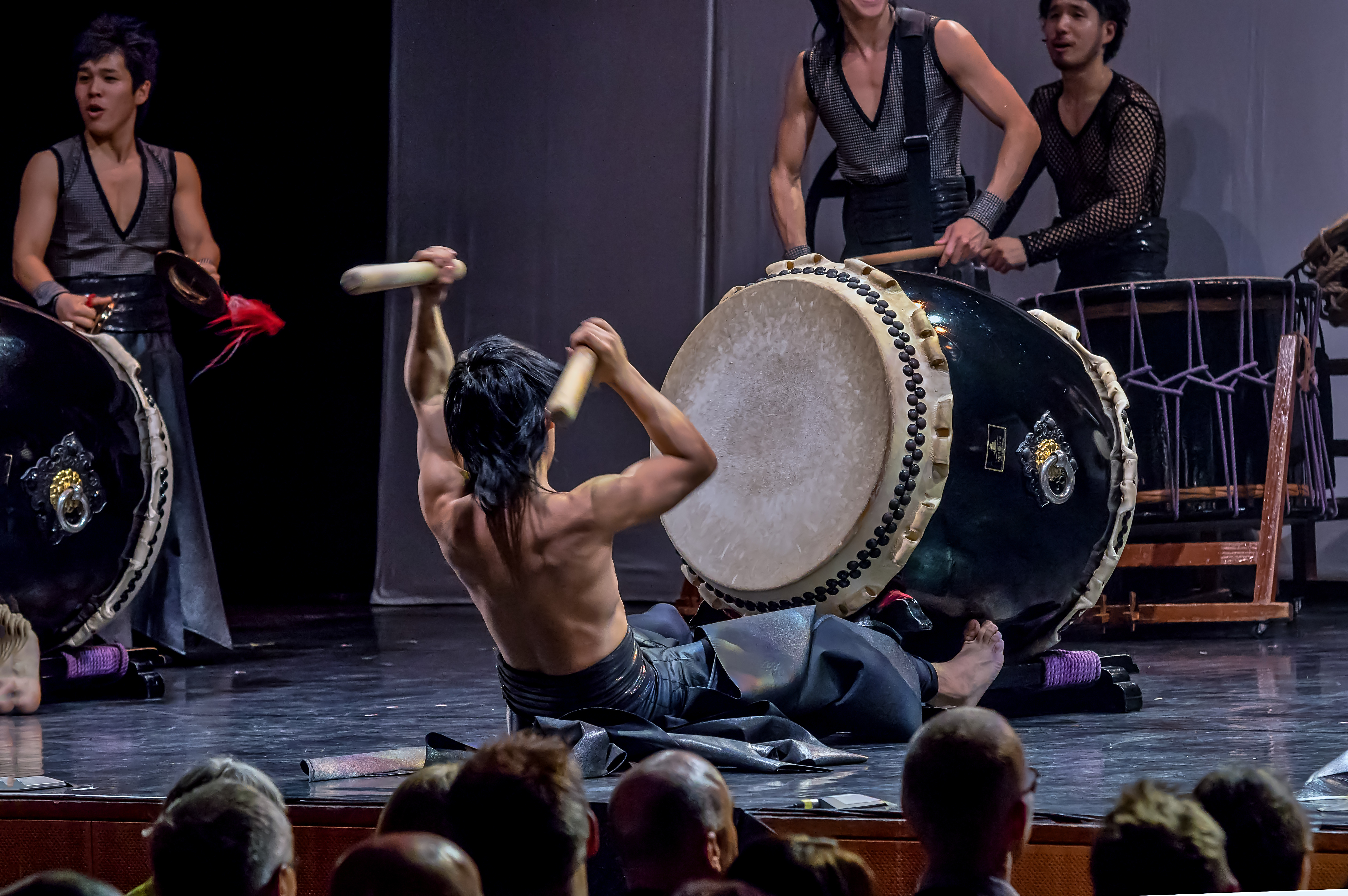

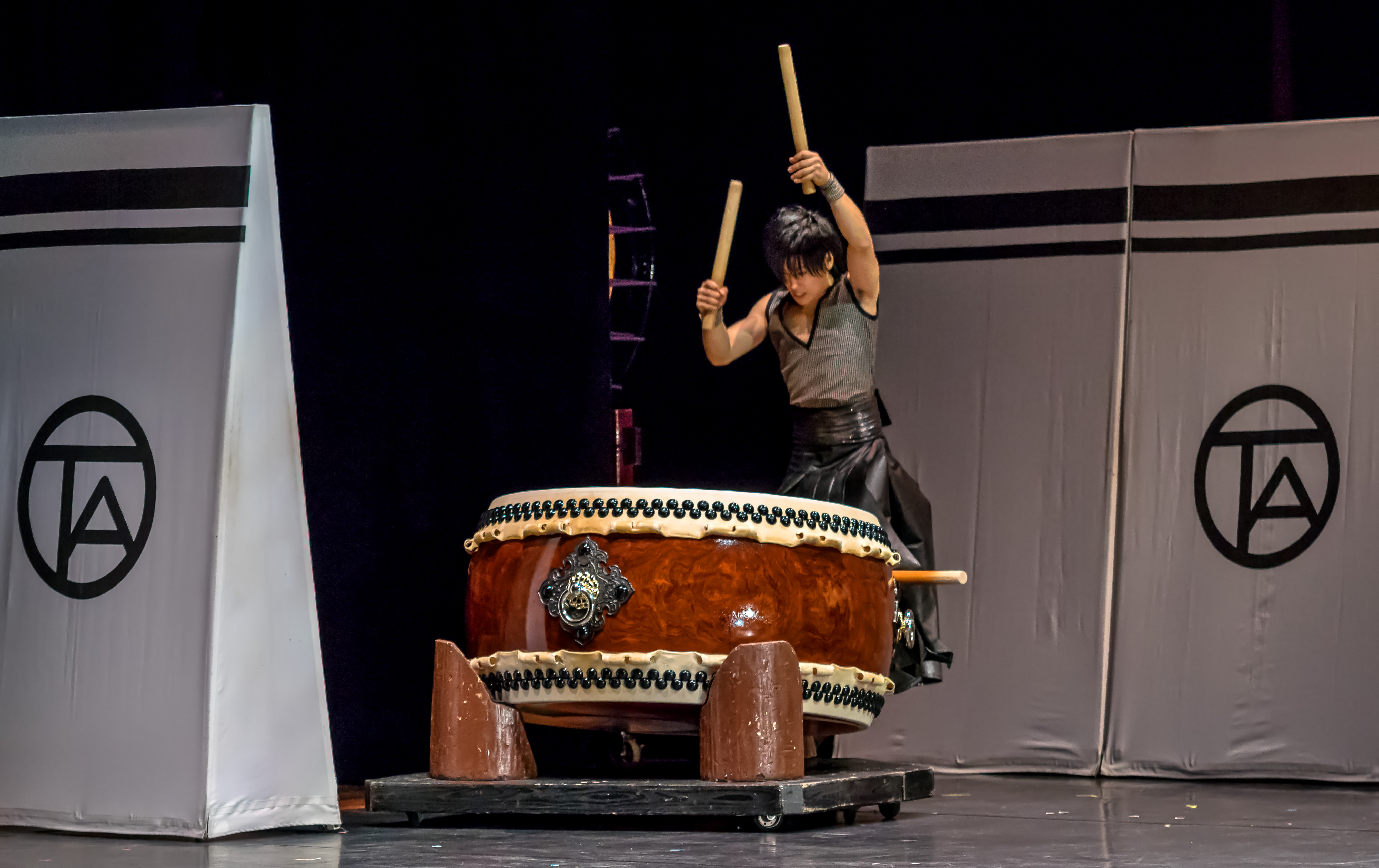

TAO是於1993年在日本愛知縣成立的太鼓樂團，目前駐在九州大分縣竹田市。 他們的表演風格除了表現日本的傳統音樂和舞蹈，同時也結合了朝鮮、紐西蘭和印度尼西亞的表演特色。 TAO的表演作品除了部分是傳統的日本歌曲，大多數都是由樂團成員原創的現代作品。
TAO演奏使用的打擊樂器大多時候是6－10個組太鼓，但在一些曲目中會結合篠笛、竹木琴、鑼和日本筝等樂器。 他們除了在日本演出，也曾經在英國、德國、澳洲、紐西蘭、美國、加拿大、韓國、台灣、新加坡 、馬來西亞 等世界20國及400個城市巡迴公演，  及參加過2004年的英國愛丁堡藝穗節街頭匯演。

## 外部連結
- DRUM TAO（页面存档备份，存于），TAO官方網站